# Ibisfliege

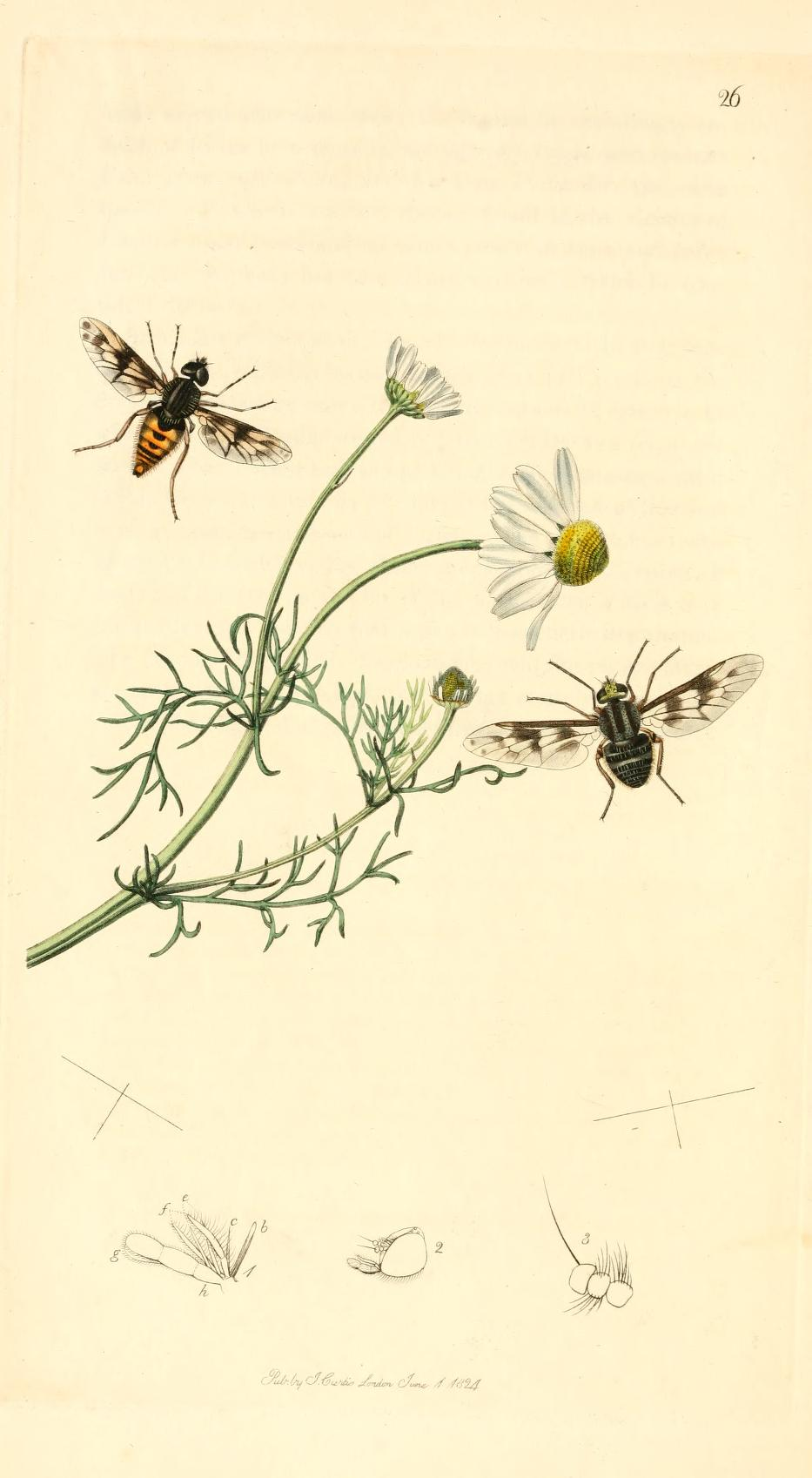
Ibisfliege (Atherix ibis), Illustration

Die Ibisfliege (Atherix ibis) ist ein Fliegenart aus der Familie der Athericidae.

## Merkmale
Die Fliegen erreichen eine Körperlänge von 9 bis 11 Millimetern, wobei der breit gebaute Körper schwach behaart ist. Der Thorax ist schwarz und weist zwei graue, schmale Längsstreifen sowie eine seitliche Grau-Bereifung auf. Beim Männchen ist das Abdomen gelb und schwarz gezeichnet, wohingegen das Weibchen ein schwarzes Abdomen mit grauen Segmenträndern besitzt. Die breiten Flügel überragen den Hinterleib weit und besitzen dunkelbraun gefärbte Flügeladern und eine ebenso gefärbte Costalzelle. Die Beine der Ibisfliege sind schlank und gelbbraun gefärbt. Am Kopf befinden sich der kurze, dicke Saugrüssel sowie die grünen Facettenaugen.
Die Larven der Ibisfliege sind grünlich-braun und erreichen eine Länge von bis zu 20 Millimetern. Sie besitzen sieben Paar Fußstummeln mit jeweils zwei Hakenkränzen. Am Hinterende befinden sich ein stummelfußähnlicher Nachschieber sowie zwei kräftige, dicht behaarte Fortsätze.

## Lebensraum
Die Larven der Ibisfliege kommen vor allem in sauberen, mäßig- bis schnellfließenden Gewässern mit steinigem oder kiesigem Grund vor, weshalb sie auch als Bioindikator für die Wasserqualität herangezogen werden können (Saprobienindex 1,5 - Gewässergüteklasse I-II).

## Lebensweise
Die Flugzeit der Art reicht von Mai bis Juli. Die Eiablage beginnt Anfang Juni, wobei sich die Weibchen nach der Paarung zu tausenden unter Bäumen und Bauwerken über fließenden Gewässern ansammeln. Nachdem ein Weibchen mit der Eiablage angefangen hat, tun die anderen ihm dies nach. Nach der Ablage sterben die Tiere, wodurch schnell Klumpen aus tausenden von abgestorbenen Ibisfliegen und deren Eiern entstehen. Einige Tage später schlüpfen die Larven und ernähren sich vorerst von den abgestorbenen Eltern. Später kommen die Larven aus dem Inneren des Klumpens hervor und lassen sich in das Fließgewässer fallen, wo sie sich dann von Aas und Detritus ernähren. Ob sich die erwachsene Ibisfliege räuberisch, von Nektar oder gar blutsaugend ernährt, ist nicht restlos geklärt.